# Romanian Open 2009 - Qualificazioni singolare
Le qualificazioni del singolare del Romanian Open 2009 sono state un torneo di tennis preliminare per accedere alla fase finale della manifestazione. I vincitori dell'ultimo turno sono entrati di diritto nel tabellone principale. In caso di ritiro di uno o più giocatori aventi diritto a questi sono subentrati i lucky loser, ossia i giocatori che hanno perso nell'ultimo turno ma che avevano una classifica più alta rispetto agli altri partecipanti che avevano comunque perso nel turno finale.
Le qualificazioni del torneo prevedevano 32 partecipanti di cui 4 sono entrati nel tabellone principale.

## Teste di serie
1. Łukasz Kubot (ultimo turno)
2. Santiago Ventura (Qualificato)
3. Pere Riba (Qualificato)
4. Júlio Silva (Qualificato)

1. Daniel Muñoz de la Nava (ultimo turno)
2. Dieter Kindlmann (primo turno)
3. Filippo Volandri (Qualificato)
4. Guillaume Rufin (primo turno)

## Qualificati
1. Filippo Volandri
2. Santiago Ventura

1. Pere Riba
2. Júlio Silva

## Tabellone

### Legenda
| - Q = Qualificato - WC = Wild card - LL = Lucky loser | - ALT = Alternate - SE = Special Exempt - PR = Protected Ranking | - w/o = Walkover - r = Ritirato - d = Squalificato |

### Sezione 1
|  | Primo turno             | Primo turno             | Primo turno      | Primo turno | Primo turno |  |  | Secondo turno | Secondo turno           | Secondo turno           | Secondo turno    | Secondo turno    |   |   | Ultimo turno | Ultimo turno | Ultimo turno | Ultimo turno | Ultimo turno |  |
|  |                         |                         |                  |             |             |  |  |               |                         |                         |                  |                  |   |   |              |              |              |              |              |  |
|  | 1                       | Łukasz Kubot            | Łukasz Kubot     | 6           | 6           |  |  |               |                         |                         |                  |                  |   |   |              |              |              |              |              |  |
|  |                         | Valentin Palas          | Valentin Palas   | 3           | 2           |  |  | 1             | Łukasz Kubot            | Łukasz Kubot            | 6                | 6                |   |   |              |              |              |              |              |  |
|  | Alexandru-Daniel Carpen | Alexandru-Daniel Carpen | 6                | 62          | 6           |  |  |               | Alexandru-Daniel Carpen | Alexandru-Daniel Carpen | 4                | 0                |   |   |              |              |              |              |              |  |
|  | Adrian-Marin Dancescu   | Adrian-Marin Dancescu   | 2                | 7           | 4           |  |  |               |                         |                         |                  |                  |   |   | 1            | Łukasz Kubot | Łukasz Kubot | 3            | 2            |  |
|  | Tudor Dumitrescu        | Tudor Dumitrescu        | Tudor Dumitrescu | 6           | 6           |  |  |               |                         | 7                       | Filippo Volandri | Filippo Volandri | 6 | 6 |              |              |              |              |              |  |
|  | Mihai Badescu           | Mihai Badescu           | Mihai Badescu    | 4           | 4           |  |  |               | Tudor Dumitrescu        | Tudor Dumitrescu        | 0                | 0                |   |   |              |              |              |              |              |  |
|  | 7                       | Filippo Volandri        | 6                | 2           | 6           |  |  | 7             | Filippo Volandri        | Filippo Volandri        | 6                | 6                |   |   |              |              |              |              |              |  |
|  |                         | Daniele Giorgini        | 4                | 6           | 3           |  |  |               |                         |                         |                  |                  |   |   |              |              |              |              |              |  |

### Sezione 2
|  | Primo turno               | Primo turno               | Primo turno               | Primo turno | Primo turno |  |  | Secondo turno  | Secondo turno         | Secondo turno         | Secondo turno | Secondo turno |      |   | Ultimo turno | Ultimo turno     | Ultimo turno     | Ultimo turno | Ultimo turno |  |
|  |                           |                           |                           |             |             |  |  |                |                       |                       |               |               |      |   |              |                  |                  |              |              |  |
|  | 2                         | Santiago Ventura          | Santiago Ventura          | 6           | 6           |  |  |                |                       |                       |               |               |      |   |              |                  |                  |              |              |  |
|  |                           | Bogdan Andrii             | Bogdan Andrii             | 3           | 2           |  |  | 2              | Santiago Ventura      | Santiago Ventura      | 6             | 6             |      |   |              |                  |                  |              |              |  |
|  | Teodor-Dacian Craciun     | Teodor-Dacian Craciun     | Teodor-Dacian Craciun     | 6           | 6           |  |  |                | Teodor-Dacian Craciun | Teodor-Dacian Craciun | 0             | 3             |      |   |              |                  |                  |              |              |  |
|  | Vlad-Cristian Smighelschi | Vlad-Cristian Smighelschi | Vlad-Cristian Smighelschi | 4           | 3           |  |  |                |                       |                       |               |               |      |   | 2            | Santiago Ventura | Santiago Ventura | 7            | 6            |  |
|  | Robert Coman              | Robert Coman              | Robert Coman              | 6           | 6           |  |  |                |                       |                       | Robert Coman  | Robert Coman  | 6(1) | 3 |              |                  |                  |              |              |  |
|  | Ioan Farcas               | Ioan Farcas               | Ioan Farcas               | 2           | 2           |  |  | Robert Coman   | Robert Coman          | Robert Coman          | 4             | 4             |      |   |              |                  |                  |              |              |  |
|  |                           | Adrian Cruciat            | Adrian Cruciat            | 6           | 6           |  |  | Adrian Cruciat | Adrian Cruciat        | Adrian Cruciat        | 6             | 2r            |      |   |              |                  |                  |              |              |  |
|  | 6                         | Dieter Kindlmann          | Dieter Kindlmann          | 2           | 3           |  |  |                |                       |                       |               |               |      |   |              |                  |                  |              |              |  |

### Sezione 3
|  | Primo turno        | Primo turno            | Primo turno            | Primo turno | Primo turno |  |  | Secondo turno      | Secondo turno      | Secondo turno      | Secondo turno | Secondo turno |   |   | Ultimo turno | Ultimo turno | Ultimo turno | Ultimo turno | Ultimo turno |  |
|  |                    |                        |                        |             |             |  |  |                    |                    |                    |               |               |   |   |              |              |              |              |              |  |
|  | 3                  | Pere Riba              | Pere Riba              | 6           | 6           |  |  |                    |                    |                    |               |               |   |   |              |              |              |              |              |  |
|  |                    | Artemon Apostu-Efremov | Artemon Apostu-Efremov | 3           | 1           |  |  | 3                  | Pere Riba          | Pere Riba          | 6             | 6             |   |   |              |              |              |              |              |  |
|  | Răzvan Sabău       | Răzvan Sabău           | Răzvan Sabău           | 6           | 6           |  |  |                    | Răzvan Sabău       | Răzvan Sabău       | 3             | 0             |   |   |              |              |              |              |              |  |
|  | Sergiu Margarit    | Sergiu Margarit        | Sergiu Margarit        | 0           | 2           |  |  |                    |                    |                    |               |               |   |   | 3            | Pere Riba    | Pere Riba    | 6            | 6            |  |
|  | Paul-Mihai Puscasu | Paul-Mihai Puscasu     | Paul-Mihai Puscasu     | 6           | 6           |  |  |                    |                    |                    | Dušan Vemić   | Dušan Vemić   | 4 | 2 |              |              |              |              |              |  |
|  | Adnan Al Mahmoud   | Adnan Al Mahmoud       | Adnan Al Mahmoud       | 2           | 2           |  |  | Paul-Mihai Puscasu | Paul-Mihai Puscasu | Paul-Mihai Puscasu | 4             | 1             |   |   |              |              |              |              |              |  |
|  |                    | Dušan Vemić            | 7                      | 4           | 7           |  |  | Dušan Vemić        | Dušan Vemić        | Dušan Vemić        | 6             | 6             |   |   |              |              |              |              |              |  |
|  | 8                  | Guillaume Rufin        | 63                     | 6           | 5           |  |  |                    |                    |                    |               |               |   |   |              |              |              |              |              |  |

### Sezione 4
|  | Primo turno             | Primo turno             | Primo turno             | Primo turno | Primo turno |  |  | Secondo turno | Secondo turno           | Secondo turno           | Secondo turno           | Secondo turno           |   |   | Ultimo turno | Ultimo turno | Ultimo turno | Ultimo turno | Ultimo turno |  |
|  |                         |                         |                         |             |             |  |  |               |                         |                         |                         |                         |   |   |              |              |              |              |              |  |
|  | 4                       | Júlio Silva             | Júlio Silva             | 6           | 6           |  |  |               |                         |                         |                         |                         |   |   |              |              |              |              |              |  |
|  |                         | Ilie-Aurelian Giurgiu   | Ilie-Aurelian Giurgiu   | 0           | 0           |  |  | 4             | Júlio Silva             | Júlio Silva             | 6                       | 7                       |   |   |              |              |              |              |              |  |
|  | Oliver Marach           | Oliver Marach           | Oliver Marach           | 6           | 6           |  |  |               | Oliver Marach           | Oliver Marach           | 1                       | 63                      |   |   |              |              |              |              |              |  |
|  | Catalin-Petre Nedelescu | Catalin-Petre Nedelescu | Catalin-Petre Nedelescu | 0           | 0           |  |  |               |                         |                         |                         |                         |   |   | 4            | Júlio Silva  | Júlio Silva  | 6            | 6            |  |
|  | Andrei Savulescu        | Andrei Savulescu        | Andrei Savulescu        | 6           | 6           |  |  |               |                         | 5                       | Daniel Muñoz de la Nava | Daniel Muñoz de la Nava | 3 | 2 |              |              |              |              |              |  |
|  | Laurentiu-Antoniu Erlic | Laurentiu-Antoniu Erlic | Laurentiu-Antoniu Erlic | 3           | 3           |  |  |               | Andrei Savulescu        | Andrei Savulescu        | 2                       | 2                       |   |   |              |              |              |              |              |  |
|  | 5                       | Daniel Muñoz de la Nava | 6                       | 4           | 7           |  |  | 5             | Daniel Muñoz de la Nava | Daniel Muñoz de la Nava | 6                       | 6                       |   |   |              |              |              |              |              |  |
|  |                         | Marcel-Ioan Miron       | 2                       | 6           | 5           |  |  |               |                         |                         |                         |                         |   |   |              |              |              |              |              |  |